# Isoloma jamesonioides
Isoloma jamesonioides là một loài thực vật có mạch trong họ Dennstaedtiaceae. Loài này được (Baker) Tagawa miêu tả khoa học đầu tiên năm 1956.